# Шелонь
Шело́нь (рос. Шелонь) — річка в Псковській та Новгородській областях Росії. Довжина — 248 км, площа басейну — 9710 км². Середня витрата води за 59 км від гирла 43,6 м³/с. Належить до басейну Балтійського моря.
На річці розташовані міста Порхов, Сольці а також селище міського типу Шимськ.
Великі притоки — Мшага, Ситня, Удоха, Уза, Судома, Ільзна (ліворуч); Колошка, Леменка, Люта, Шилінка, Полонка, Білка, Сєверка (праворуч).
У басейні річки часто трапляються мінеральні джерела. Річка судноплавна в пониззі, від міста Сольці до гирла. Шелонь починається у великих болотах, розташованих поблизу кордону між Новгородською та Псковською областями.
Шелонь впадає в озеро Ільмень в його західній частині, утворюючи дельту площею 10 км². На лівому березі Шелоні неподалік від села Велебиці Солецького району Новгородської області 14 липня 1471 відбулася битва між московськими військами і новгородським військом, що увійшла в історію як Шелонська битва.

## Історія
Назва Шелонь нагадує гідронім Желонь в окрузі Овруцького кряжу (Україна, Білорусь), де є і притока Словечна (у Шелоні — Слов'янка). Коростинь недалеко від впадіння Шелоні в Ільмень нагадує топонім Коростень недалеко від Желоні.
В документах Ганзейського союзу 15 століття не раз повідомляється про так званий Лузький шлях, який пов'язував Великий Новгород з Фінською затокою. По Шелоні проходила одна з його ділянок: Волхов—Ільмень—Шелонь—Мшага—Кіба—Волок до річки Луга і далі Лугою до Фінської затоки. Лузький шлях був найважливішою транспортною артерією і активно використовувався, коли традиційний шлях Волхов—Ладога—Нева був з якихось причин блокований.